# Campionati mondiali di sci alpino 1980
I Campionati mondiali di sci alpino 1980, 26ª edizione della manifestazione organizzata dalla Federazione Internazionale Sci, si svolsero negli Stati Uniti dal 14 al 23 febbraio nel contesto delle competizioni di sci alpino ai XIII Giochi olimpici invernali di Lake Placid 1980: le gare olimpiche di discesa libera, slalom gigante e slalom speciale assegnarono anche i titoli iridati, mentre i titoli di combinata ebbero solo validità ai fini dei Mondiali. Tutte le gare furono sia maschili sia femminili.

## Organizzazione e impianti
Le gare si disputarono sulle piste Mountain Run, Olympic Downhill, Parkway e Thruway di Whiteface Mountain.

## Risultati

### Uomini

#### Discesa libera
| Pos. | Atleta            | Nazione          | Tempo   |
| ---- | ----------------- | ---------------- | ------- |
| 1    | Leonhard Stock    | Austria          | 1:45,50 |
| 2    | Peter Wirnsberger | Austria          | 1:46,12 |
| 3    | Steve Podborski   | Canada           | 1:46,62 |
| 4    | Peter Müller      | Svizzera         | 1:46,75 |
| 5    | Pete Patterson    | Stati Uniti      | 1:47,04 |
| 6    | Herbert Plank     | Italia           | 1:47,13 |
| 7    | Werner Grissmann  | Austria          | 1:47,21 |
| 8    | Valerij Cyganov   | Unione Sovietica | 1:47,34 |
| 9    | Harti Weirather   | Austria          | 1:47,70 |
| 10   | Dave Murray       | Canada           | 1:47,95 |

#### Slalom gigante
| Pos. | Atleta           | Nazione          | Tempo   |
| ---- | ---------------- | ---------------- | ------- |
| 1    | Ingemar Stenmark | Svezia           | 2:40,74 |
| 2    | Andreas Wenzel   | Liechtenstein    | 2:41,49 |
| 3    | Hans Enn         | Austria          | 2:42,51 |
| 4    | Bojan Križaj     | Jugoslavia       | 2:42,53 |
| 5    | Jacques Lüthy    | Svizzera         | 2:42,75 |
| 6    | Bruno Nöckler    | Italia           | 2:42,95 |
| 7    | Joël Gaspoz      | Svizzera         | 2:43,05 |
| 8    | Boris Strel      | Jugoslavia       | 2:43,24 |
| 9    | Aleksandr Žirov  | Unione Sovietica | 2:44,07 |
| 10   | Phil Mahre       | Stati Uniti      | 2:44,33 |

#### Slalom speciale
| Pos. | Atleta               | Nazione          | Tempo   |
| ---- | -------------------- | ---------------- | ------- |
| 1    | Ingemar Stenmark     | Svezia           | 1:44,26 |
| 2    | Phil Mahre           | Stati Uniti      | 1:44,76 |
| 3    | Jacques Lüthy        | Svizzera         | 1:45,06 |
| 4    | Hans Enn             | Austria          | 1:45,12 |
| 5    | Christian Neureuther | Germania Ovest   | 1:45,14 |
| 6    | Petăr Popangelov     | Bulgaria         | 1:45,40 |
| 7    | Anton Steiner        | Austria          | 1:45,41 |
| 8    | Gustav Thöni         | Italia           | 1:45,99 |
| 9    | Vladimir Andreev     | Unione Sovietica | 1:46,65 |
| 10   | Frank Wörndl         | Germania Ovest   | 1:47,19 |

#### Combinata
| Pos. | Atleta                    | Nazione        |
| ---- | ------------------------- | -------------- |
| 1    | Phil Mahre                | Stati Uniti    |
| 2    | Andreas Wenzel            | Liechtenstein  |
| 3    | Leonhard Stock            | Austria        |
| 4    | Bohumír Zeman             | Cecoslovacchia |
| 5    | Francisco Fernández Ochoa | Spagna         |
| 6    | Antony Guss               | Australia      |
| 7    | Norberto Quiroga          | Argentina      |
| 8    | Ross Blyth                | Regno Unito    |
| 9    | Carlos Font               | Andorra        |

Data: 14-22 febbraio

Classifica stilata attraverso i piazzamenti
ottenuti in discesa libera e slalom speciale

### Donne

#### Discesa libera
| Pos. | Atleta                | Nazione        | Tempo   |
| ---- | --------------------- | -------------- | ------- |
| 1    | Annemarie Moser-Pröll | Austria        | 1:37,52 |
| 2    | Hanni Wenzel          | Liechtenstein  | 1:38,22 |
| 3    | Marie-Theres Nadig    | Svizzera       | 1:38,36 |
| 4    | Heidi Preuss          | Stati Uniti    | 1:39,51 |
| 5    | Kathy Kreiner         | Canada         | 1:39,53 |
| 6    | Ingrid Eberle         | Austria        | 1:39,68 |
| 7    | Torill Fjeldstad      | Norvegia       | 1:39,69 |
| 7    | Cindy Nelson          | Stati Uniti    | 1:39,69 |
| 9    | Marianne Zechmeister  | Germania Ovest | 1:39,96 |
| 10   | Jana Šoltýsová        | Cecoslovacchia | 1:40,71 |

#### Slalom gigante
| Pos. | Atleta                | Nazione        | Tempo   |
| ---- | --------------------- | -------------- | ------- |
| 1    | Hanni Wenzel          | Liechtenstein  | 2:41,66 |
| 2    | Irene Epple           | Germania Ovest | 2:42,12 |
| 3    | Perrine Pelen         | Francia        | 2:42,41 |
| 4    | Fabienne Serrat       | Francia        | 2:42,42 |
| 5    | Christa Kinshofer     | Germania Ovest | 2:42,63 |
| 6    | Annemarie Moser-Pröll | Austria        | 2:43,19 |
| 7    | Christin Cooper       | Stati Uniti    | 2:44,71 |
| 8    | Maria Epple           | Germania Ovest | 2:45,56 |
| 9    | Kathy Kreiner         | Canada         | 2:45,75 |
| 10   | Claudia Giordani      | Italia         | 2:46,27 |

#### Slalom speciale
| Pos. | Atleta                      | Nazione          | Tempo   |
| ---- | --------------------------- | ---------------- | ------- |
| 1    | Hanni Wenzel                | Liechtenstein    | 1:25,09 |
| 2    | Christa Kinshofer           | Germania Ovest   | 1:26,50 |
| 3    | Erika Hess                  | Svizzera         | 1:27,89 |
| 4    | Maria Rosa Quario           | Italia           | 1:27,92 |
| 5    | Claudia Giordani            | Italia           | 1:29,12 |
| 6    | Nadežda Patrakeeva-Andreeva | Unione Sovietica | 1:29,20 |
| 7    | Daniela Zini                | Italia           | 1:29,22 |
| 8    | Christin Cooper             | Stati Uniti      | 1:29,28 |
| 9    | Ann Melander                | Svezia           | 1:29,82 |
| 10   | Wilma Gatta                 | Italia           | 1:29,94 |

#### Combinata
| Pos. | Atleta           | Nazione       |
| ---- | ---------------- | ------------- |
| 1    | Hanni Wenzel     | Liechtenstein |
| 2    | Cindy Nelson     | Stati Uniti   |
| 3    | Ingrid Eberle    | Austria       |
| 4    | Kathy Kreiner    | Canada        |
| 5    | Petra Wenzel     | Liechtenstein |
| 6    | Valentina Iliffe | Regno Unito   |
| 7    | Farida Rahmeh    | Libano        |

Data: 17-23 febbraio

Classifica stilata attraverso i piazzamenti
ottenuti in discesa libera e slalom speciale

## Medagliere per nazioni
| Pos. | Nazione        | Oro | Argento | Bronzo | Totale |
| ---- | -------------- | --- | ------- | ------ | ------ |
| 1    | Liechtenstein  | 3   | 3       | 0      | 6      |
| 2    | Austria        | 2   | 1       | 3      | 6      |
| 3    | Svezia         | 2   | 0       | 0      | 2      |
| 4    | Stati Uniti    | 1   | 2       | 0      | 3      |
| 5    | Germania Ovest | 0   | 2       | 0      | 2      |
| 6    | Svizzera       | 0   | 0       | 3      | 3      |
| 7    | Canada         | 0   | 0       | 1      | 1      |
| 7    | Francia        | 0   | 0       | 1      | 1      |